# Родные огни
«Родные огни» — рассказ Владимира Кобликова.

## Сюжет
Давным-давно уехавший из родной деревни Журов, ставший впоследствии физиком, внезапно ощущает внутри себя тоску по матери, по родным местам. И вот Журов решает отправиться в эту деревню и садится в пригородный поезд. Приехав на место и сойдя на землю Журов направляется к своему дому по лесной дороге и вскоре ощущает душевный подъём, который перерастает во вдохновение. Окружающая природа и зарождающаяся весна способствуют работе мысли героя, который наконец приходит к решению задачи, так долго терзавшей Журова.

## Художественные особенности
В данном произведении Кобликов демонстрирует процесс возникновения и действия некоего решающего момента в развитии характера персонажа, в связи с чем рассказ приобретает определённую динамичность и остроту.